# Schweizerisches Bundesarchiv
Das Schweizerische Bundesarchiv (BAR) (französisch Archives fédérales suisses (AFS), italienisch Archivio federale svizzero (AFS), rätoromanisch Archiv federal svizzer (AFS)) in Bern hat die gesetzliche Aufgabe, archivwürdige Unterlagen der schweizerischen Bundesversammlung, des Bundesrats, der Bundesverwaltung und der Schweizer Vertretungen im Ausland zu sichern, zu erschliessen, zu vermitteln und auszuwerten. Es leistet damit gemäss Bundesgesetz über die Archivierung einen Beitrag zur Rechtssicherheit sowie zur kontinuierlichen und rationellen Verwaltungsführung und macht staatliches Handeln nachvollziehbar. Es ist verwaltungstechnisch dem Eidgenössischen Departement des Innern (EDI) angegliedert. Direktor des Bundesarchivs ist seit 2018 Philippe Künzler.

## Geschichte und Bestände
Die ältesten Bestände des Archivs gehen auf das am 18. Dezember 1798 gegründete Zentralarchiv der Helvetischen Republik zurück, darauf folgten die Archive der Mediationszeit (1803 bis 1813), der Tagsatzungsperiode (1814 bis 1848) und des Bundesstaats (seit 1848). Auch diverse Privatarchive von Personen gesamtschweizerischer Bedeutung lagern im Bundesarchiv. Die meisten dieser Unterlagen sind frei zugänglich. Für Unterlagen jüngeren Datums gilt in den meisten Fällen eine Schutzfrist von 30 Jahren. Um Einsicht in noch geschützte Unterlagen zu erhalten, kann ein Einsichtsgesuch ans Bundesarchiv gestellt werden. Für die Bewilligung ist dann meist diejenige Stelle zuständig, welche die Unterlagen erstellt hat.
Aktuell befinden sich im Bundesarchiv ca. 60'000 Laufmeter analoge und über 15 Terabyte digitale Unterlagen. Durch die Umstellung der Bundesverwaltung auf die digitale Geschäftsverwaltung (GEVER) werden zukünftig fast nur noch Unterlagen in digitaler Form archiviert werden. Analoge Bestände, die besonders gefragt sind, werden teilweise digitalisiert und online zur Verfügung gestellt.
Das Archiv ist in einem von 1896 bis 1899 unter Theodor Gohl errichteten Archiv- und Bibliotheksgebäude an der Archivstrasse 24 im Berner Kirchenfeldquartier untergebracht. Bis 1931 teilte das Archiv die Räumlichkeiten mit der Schweizerischen Nationalbibliothek. 1980 bis 1985 wurde das Gebäude vollständig renoviert und um einen unterirdischen Magazintrakt erweitert, in dem heute der weitaus grösste Teil der Bestände lagert.

## Leiter des Bundesarchivs sowie der Vorgängerinstitutionen
Quelle: HLS
| Amtszeit  | Name                                    |
| 1799      | Philipp Christoph Reibelt (* um 1770–?) |
| 1799      | Josef Mariä Businger (1764–1836)        |
| 1799–1803 | Marc Louis Vinet (1770–1828)            |
| 1803–1848 | Karl Samuel Wild (1765–1848)            |
| 1849–1861 | Johann Jakob Meyer (1798–1869)          |
| 1856–1867 | Joseph Karl Krütli (1815–1867)          |
| 1868–1913 | Jakob Kaiser (1833–1918)                |
| 1914–1932 | Heinrich Türler (1861–1933)             |
| 1933–1954 | Léon Kern (1894–1971)                   |
| 1954–1973 | Leonhard Haas (1908–2000)               |
| 1974–1990 | Oscar Gauye (1928–1990)                 |
| 1990–2004 | Christoph Graf (* 1944)                 |
| 2004–2017 | Andreas Kellerhals (* 1954)             |
| seit 2018 | Philippe Künzler                        |

## Personalbestand ab 2001
| Jahr | Vollzeitstellen |
| ---- | --------------- |
| 2001 | 48              |
| 2002 | 54              |
| 2003 | 53              |
| 2004 | 50              |
| 2005 | 47              |
| 2006 | 44              |
| 2007 | 47              |
| 2008 | 48              |
| 2009 | 48              |
| 2010 | 57              |
| 2011 | 55              |
| 2012 | 58              |
| 2013 | 59              |
| 2014 | 59              |
| 2015 | 58              |
| 2016 | 65              |
| 2017 | 60              |
| 2018 | 60              |
| 2019 | 59              |
| 2020 | 60              |
| 2021 | 61              |
| 2022 | 63              |
| 2023 | 65              |
| 2024 | 66              |